# Prenaster
Prenaster is een geslacht van zee-egels, en het typegeslacht van de familie Prenasteridae.

## Soorten
Recent
- Prenaster enodatus (Chesher, 1968)

Uitgestorven
- Prenaster carinatus Anthula, 1899 †
- Prenaster clarcki Sánchez Roig, 1949 †
- Prenaster elongatus Sánchez Roig, 1949 †
- Prenaster jeanneti Pijpers, 1933 †
- Prenaster nuevitasensis Sánchez Roig, 1949 †
- Prenaster parvus Palmer, 1949 †
- Prenaster sanchezi Lambert, 1949 †
- Prenaster skorpili Gocev, 1933 †